# Werner Zech
Werner Zech (* 25. Februar 1895 in Stuttgart; † 6. Oktober 1981 ebenda) war ein deutscher Generalmajor der Luftwaffe im Zweiten Weltkrieg.

## Leben
Zech trat am 25. Juni 1913 in das kaiserliche Heer ein und diente in der Infanterie. Nach Beginn des Ersten Weltkrieges wechselte er zur Artillerie und später zur Fliegertruppe, wo er auch den Krieg beendete. Danach ging er zurück zur Infanterie, bevor er am 31. Dezember 1920 aus der vorläufigen Reichswehr entlassen wurde und ein Studium begann, das er am 22. Juni 1923 als Diplom-Ingenieur abschloss.
Am 1. Juni 1934 trat er als Hauptmann in die neugegründete Luftwaffe ein und übernahm eine Aufgabe im Reichsluftfahrtministerium. Anschließend wechselte er am 19. Juni 1934 zur Technischen Schule der Luftwaffe in Jüterbog, wo er als Lehrgangsleiter fungierte. Nachdem er am 1. Januar 1935 zum Major befördert wurde, nahm er ab 2. Februar 1935 an einem Lehrgang für reaktivierte Offiziere in Königsbrück teil. Danach kehrte er wieder nach Jüterbog zurück. Ab 13. Januar 1936 war er kurz hintereinander bei den Fliegergruppen Faßberg, Neubrandenburg und Schwäbisch Hall eingesetzt, bei letzterer als Staffelkapitän. Danach übernahm er als Gruppenkommandeur die III. Gruppe des Kampfgeschwader 155, die im April 1938 in die III. Gruppe des Kampfgeschwaders 157 und am 1. Mai 1939 in die III. Gruppe des Kampfgeschwaders 76 umbenannt wurde. Anschließend kehrte er zum 1. September 1939 ins Reichsluftfahrtministerium zurück und wurde dort am 1. September 1940 zum Oberst befördert. Am 17. Januar 1943 übernahm er als Kommandeur die 1. Fliegerdivision die der Luftflotte 6 im Mittelabschnitt der Ostfront unterstellt war, wechselte aber ab 15. April direkt zur Luftflotte 6, als Führer der Luftflottentruppen. Nachdem er weitere Führungskommandos innegehabt hatte, wurde er am 22. August 1943 in die Führerreserve versetzt. Aber schon einen Monat später übernahm er die 3. Flieger-Division im Mittelabschnitt der Ostfront. Es folgte am 15. Februar 1944 die erneute Versetzung in die Führerreserve, wo er am 1. März 1944 zum Generalmajor befördert wurde. Am 14. Juli 1944 wurde er General der Luftwaffen-Bautruppen beim Chef des Bauwesens der Luftwaffe bis er am 30. April 1945 aus dem Dienst ausschied.